# Duchaylard-Insel
Die Duchaylard-Insel (französisch Île Duchaylard) ist eine 4,5 km lange, 2,5 km breite und bis zu 556 m hohe Insel vor der Graham-Küste Grahamlands auf der Antarktischen Halbinsel. Sie liegt 1,5 km südöstlich der Vieugué-Insel und 16 km westlich des Kap García im Grandidier-Kanals.
Teilnehmer der Vierten Französischen Antarktisexpedition (1903–1905) unter der Leitung des Polarforschers Jean-Baptiste Charcot entdeckten sie. Charcot benannte sie nach dem französischen Diplomaten Jean Marie Guy Georges du Chaylard (1844–1923), Generalbevollmächtigter Frankreichs in Montevideo, der Charcots Forschungsreise vor Ort behilflich war.